# Широкорот африканський
Широкорот африканський (Eurystomus glaucurus) — вид сиворакшоподібних птахів родини сиворакшових (Coraciidae).

## Поширення
Вид поширений в Субсахарській Африці, крім крайнього півдня континенту, та на Мадагаскарі.

## Опис
Птах завдовжки до 29-30 см. Це пухкий птах з великою головою. Оперення каштанового забарвлення. Груди фіолетові. Махові пера крил темно-сині. Низ хвоста блакитний. Дзьоб яскраво-жовтий.

## Спосіб життя
Мешкає у відкритих лісах та саванах з поодинокими високими деревами. Активний хижак. Більшу частину дня малоактивний, сидить на верхівках дерев. Полює ввечері на мурах та термітів, що рояться. В період розмноження активно охороняє свою територію. Гніздо облаштовує в дуплах дерев. У гнізді 2-3 яйця.